# La Croix-Blanche
Croix-Blanche – miejscowość i gmina we Francji, w regionie Nowa Akwitania, w departamencie Lot i Garonna.
Według danych na rok 1990 gminę zamieszkiwały 714 osoby, a gęstość zaludnienia wynosiła 55 osób/km² (wśród 2290 gmin Akwitanii Croix-Blanche plasuje się na 569. miejscu pod względem liczby ludności, natomiast pod względem powierzchni na miejscu 879.).